# Liga de Fútbol Profesional de Bulgaria
La Liga de Fútbol Profesional (en búlgaro: Професионална футболна лига, Profesionalna futbolna liga), también conocida por sus siglas BPFL (БПФЛ), es una asociación deportiva integrada por los clubes y las sociedades anónimas deportivas que participan en las categorías profesionales de la liga búlgara de fútbol, esto es, la A PFG y la B PFG. También organiza la Copa y la Supercopa de Bulgaria. Forma parte de la Unión de Fútbol de Bulgaria (BFU) aunque tiene personalidad jurídica propia y goza de autonomía para su funcionamiento.